# 毛皮のマリー
『毛皮のマリー』（けがわのマリー）は、寺山修司による戯曲である。1967年に丸山明宏（美輪明宏）主演で初演された。主役である男娼マリーは男優が女装して演じるのがふつうで、「女装劇」と称される。1幕物であり、5場に分かれている。

## 執筆背景
寺山修司が主宰していた劇団である天井棧敷の3作目であり、美輪明宏（当時は丸山明宏）を主演に迎えることを想定して描かれた作品であろうと言われている。寺山は前作『青森県のせむし男』で美輪を起用し、引き続き本作も美輪を主演とした。寺山が生まれ育った世界の中にあるものを出そうとしていたと述べている。美女の亡霊役としてはゲイバーのママが起用されたが、これは寺山がサンフランシスコで行われているアマチュアのバーレスク公演の話をヒントに思いついたアイディアだという。
本作の執筆にあたって影響を与えた作品がいくつか指摘されている。タイトルはフランスのシャンソン「毛皮のマリー」("La Marie-Vision")からとられており、初演でもイヴ・モンタンが歌うこの曲が使用されたという。冒頭から「白雪姫」の童話の引用があり、「鏡よ、鏡よ、鏡さん」という台詞が多少の変化はありつつも4回用いられている。また、1960年にアメリカ合衆国の劇作家アーサー・L・コピットが書いた戯曲『ああ父さん、かわいそうな父さん、母さんがあんたを洋服だんすの中にぶら下げてるのだものね　ぼくはほんとに悲しいよーまがいもののフランス的伝統にもとづく擬古典的悲笑劇』の影響が指摘されている。

## 登場人物
- 毛皮のマリー[14]
- 欣也
- 紋白
- 下男
- 醜女のマリー
- 名もない水夫
- 美女の亡霊1〜6
- 快楽の滓
- 鶏姦詩人の男1〜2

## あらすじ
「鏡よ、鏡よ、鏡さん。この世で一番の美人はだれかしら？」浴槽で下男に脛毛を剃らせている40歳の男娼、毛皮のマリー。部屋の中では、半ズボンをはいた美少年欣也が、捕虫網でチョウを捕まえて、標本にしている。「つかまえたよ、マリーさん。」「マリーさんじゃないよ、お母さんだって言ったろ！」。マリーに育てられている美少年。ウミの母より、育ての母。そこへピンクのドレスにリボンをつけた美少女紋白が現れ、部屋に閉じ込められている美少年に、人生の新しい世界を教えてくれようとする。
ある夜、マリーが客に取った水夫に身の上話を始める。マリーは大衆食堂の子として生まれ、女ばかりの店員のあいだで店を手伝っているうちに、女装に目覚めていく。店員のひとり金城かつ子と、女の子の魅力をあらそう仲になる。ある夜、嫉妬にかられたかつ子がマリーに迫り嘲笑する。マリーは男を雇いかつ子を襲わせる。かつ子は男の子を生むが難産で死んでしまう。マリーはこの子を女の子として育ててゆくのだという。
ふたたび欣也の前に美少女があらわれる。迫られた欣也は美少女の首を締めて、部屋を出て行ってしまう。残された部屋にはチョウの標本と、女の子の標本。マリーは出て行った欣也の名を何度も呼ぶ。取り憑かれたような表情で戻ってきた欣也に、マリーはカツラをかぶせ、口紅を取り出すところで幕となる。

## 上演史

### 初演
1967年（昭和42年）9月、寺山が主宰する劇団天井棧敷により、寺山修司演出、丸山明宏（美輪明宏）がマリー役、萩原朔美が欣也役で、アートシアター新宿文化で9月に初演されたのち、10月に再演された。当初は東由多加が演出をつとめる予定であったが、辞退してしまったため劇作家の寺山が演出もつとめた。また、横尾忠則が美術を担当するはずだったが、これも結局寺山が担当することとなった。こうしたスタッフ変更については、『天井桟敷新聞』昭和42年10月9日号にて、美術については横尾のセットが「期日の都合」で間に合わなかったため、また演出については主演のマリー役がなかなか決まらず、東が予定した演出プランのままでの上演が困難になったため、どちらも寺山が担当することになったという説明を劇団が発表している。
しかしながら後世、横尾のセットやマリーのキャスティングについては、真相として別の話が伝わっている。美術については、美輪や横尾の記憶によると、横尾が作ったセットが発注ミスで大きすぎたため、半分に切って搬入しようとしたことに横尾が怒り、急に美術も寺山が担当することになったのだという。ただし、この時セットの切断について横尾とケンカをした相手が誰であったかについては美輪と横尾で記憶が違い、1996年時点で美輪はケンカの相手が寺山だったと記憶しており、横尾もそうだったような気がすると述べているが、2013年に横尾は相手が東だったと述べている。この時に横尾が辞めたため、舞台美術に毛皮のマリー役の美輪の私物が使用された。「私の部屋にあった棚や長椅子、屏風、肖像画、ついにはカーテンまで運び出して上演にこぎつけた」と2015年のインタビューで美輪が語っている。
キャスティングについては、美輪は主役に重点を置く初期作では寺山が「当て書き」をしていたと述べており、本作も自分が主演した『青森県のせむし男』がヒットしたため、その勢いを買って計画した当て書きだったと証言している。このため、この芝居のマリー役もなかなか決まらなかったわけではなく、当て書きであったと考えられている。劇団の意向により、開演時までマリー役が誰であるかは秘密にされていた。美輪はこの役について「後世に残る大傑作」になると意気込んで出演したという。また、初演時には女優がひとりも登場しないということがポイントとされていた。
この時はコシノジュンコが舞台衣装を担当したが、紙のような不織布で作った衣装をマリーに着せようとして主演の美輪とケンカになった。結局、美輪が自分で毛皮を用意することになった。コシノはこの衣装だけは自分をクレジットするなと言い張って寺山を困らせたという。
本作はアートシアターにおける大ヒット作となり、批評の点でも好評であった。劇団発表では、初演及び10月再演であわせて4600名の観客を動員している。その後も間奏曲の部分を独立させたものがNTV、スペースカプセル等で上演された。

#### 初演スタッフ・出演者

##### スタッフ
- 脚本：寺山修司
- 演出：寺山修司（東由多加）
- 音楽：寺山修司
- 照明：寺山修司
- 制作：九條映子
- 美術：寺山修司 （横尾忠則）
- 衣装：コシノジュンコ
- 振付：雑賀淑子
- 日時：1967年（昭和42年）9月1日
- 場所：アートシアター新宿文化
- 劇団：「演劇実験室　天井桟敷」第3回公演

初演時ポスターには、降板した東由多加、横尾忠則らの名前がある。

##### キャスト
- 毛皮のマリー：丸山明宏[2]
- 美少年 欣也：萩原朔美[2]
- 下男・醜女のマリー：山谷初男[2]
- 名もない水夫：西田二郎[2]
- 美少女・紋白：ジミイ[2]

### 初演以降
本作は何度も再演されている。

#### 海外公演
1969年（昭和44年）6月3日〜4日に、西ドイツのフランクフルトの国際実験演劇祭にて、ATA劇場で演出萩原朔美、出演演劇実験室・天井棧敷により上演された。1969年（昭和44年）11月には西ドイツのエッセン市立劇場演出にて、演出は寺山修司及びクラウス・ライニンガーで、現地のドイツ人俳優を起用して上演され、ロングランヒットとなった。1970年（昭和45年）7月にはロックフェラー財団の招聘事業として、アメリカのニューヨーク・ラ・ママシアターにて、演出は寺山修司、出演は現地のアメリカ人俳優により上演され、好評を博した。1971年には天井棧敷が海外巡業を行い、フランスのレアール市場でも上演されている。

#### 美輪明宏による上演
1983年（昭和58年）6月10日〜29日に寺山修司追悼公演が西武劇場（現パルコ劇場）で上演された。演出は鈴木完一郎、出演は美輪明宏が毛皮のマリー役、井浦秀智が美少年・欣也役であった。再演が決まった時にはまだ寺山は存命であったが既に体調が悪く、稽古が始まった後に亡くなった。
寺山の死去後も、美輪明宏によるマリー役でパルコ劇場を中心に何度か再演されている。
1994年（平成6年）10月4日〜30日にパルコ劇場にて演出がハンス・ペーター・クロス、美輪明宏が毛皮のマリー役、いしだ壱成が美少年・欣也役で上演された。少女紋白役は池田有希子、下男役は麿赤児。この時はワダエミが衣装を担当している。美術はジャン・ハース、照明はジャン・カルマン。チケットは発売とほぼ同時に売り切れたという。11月には、川口、名古屋、静岡、大阪、相模原でも上演された。
1996年（平成8年）1月12日〜2月4日に同キャストで同じパルコ劇場にて再演されている。
2001年（平成13年）3月24日〜4月22日には演出・美術・音楽・主演(マリー役)が美輪明宏、美少年・欣也役が及川光博で、パルコ劇場で上演された。その後、各地を巡業した。
- 2001年4月25日、26日　かめありリリオホール（東京・亀有）[35][36]
- 2001年5月1日、2日　愛知厚生年金会館[36]
- 2001年5月4日から9日　シアター・ドラマシティ（大阪）[36]
- 2001年5月11日　アステールプラザ大ホール（広島）[36]
- 2001年5月21日　北海道厚生年金会館（札幌）[36]
- 2001年5月30日から6月1日　福岡市民会館[36][37]

上記以外に、仙台、新潟、鹿児島など8ヶ所で上演された。
これ以降、美輪は何度も本作の演出・美術・音楽・主演(マリー役)を兼ねて再演を行っている。
2009年（平成21年）4月1日〜2009年5月10日にル・テアトル銀座 by PARCOにて、美少年・欣也役が吉村卓也で上演され、その後、大阪、名古屋などを巡演した。吉村は、2008年11月15日に実施された「美少年オーディション」で選ばれた新人。約800人の応募者の中から、満場一致で決まったという。下男と醜女のマリー役は麿赤児、美少女・紋白役は若松武史。出演はほかに菊池隆則、日野利彦、マメ山田ら。衣装はワダエミ。。
2016年（平成21年）4月2日〜17日には新国立劇場中劇場で上演され、さらにその後KAAT神奈川芸術劇場やパルコ劇場を含めた各地に巡業した。美少年役はオーディションで決定した勧修寺保都。若松武史が美少女・紋白役を演じた。他に木村彰吾、梅垣義明らが出演。
- 2016年4月27日から5月3日　パルコ劇場（東京・渋谷）[41]
- 2016年5月28日、29日　KAAT神奈川芸術劇場（横浜）[41]

2019年4月から新国立劇場で上演が計画されており、美輪明宏が演出・美術・主演を担当する。美少年役などのキャストはオーディションが行われ、美少年役は藤堂日向が配された。

#### その他の上演
東京・渋谷ジァン・ジァンでは、寺山の生前の1982年から、寺山作品の連続上演を行なっていた。1988年8月13日から16日には、バジ・ワークシアター、福士恵二演出による「毛皮のマリー」が上演された。
1989年4月14日から17日、文芸坐ル・ピリエ（東京・池袋）にて、青蛾構成・演出の「毛皮のマリー」が上演された。出演は野口和彦、矢作多真美ら。
1989年9月7日から10日、渋谷ジァン・ジァンにて、演劇企画カルナヴァルによる、小松杏里脚色・演出の「毛皮のマリー」が上演された。
1998年7月13日から29日、下北沢ザ・スズナリにて上演。演出・音楽・美術はＪ・Ａ・シーザー、出演は篠井英介、海津義孝（下男役）、由地英樹、内田滋啓（美少年役）、鈴木飛雄ほか。初演と同様、すべての役を男性の出演者が演じた 。前売り券はすべて売り切れ、予定より公演を3日延ばした 。
2002年11月28日から12月1日まで、ネオンホール（長野市）にて、劇団「天井桟敷」出身の中沢清の演出により上演された。出演は長野で活動する「演劇実験室カフェシアター」メンバー数名と他劇団員ら。
2003年11月1日、2日、第11回北九州演劇祭の一環として北九州市立旧百三十銀行ギャラリーにて上演された。演出は登り山美穂子。
2008年5月1日から4日、シアタートラムにて、寺山の没後25年特別公演として上演された。演出・主演は川村毅。出演は手塚とおる、菅野菜保之、笠木誠ら。衣裳と美粧は宇野亜喜良。企画と監修は天井桟敷に在籍していた森崎偏陸（寺山偏陸）が担当した。
2013年8月30日から9月4日まで、ザムザ阿佐谷にて、劇団A・P・B-Tokyoにより、高野美由紀の演出で上演された。また、2013年9月22日、星野リゾート青森屋（三沢市）で開催された「寺山修司演劇祭2013」にて、劇団A・P・B-Tokyoにより上演された。
2015年12月16日から23日まで、花組芝居により、加納幸和演出であうるすぽっとにて上演されている。義太夫節を使った浄瑠璃劇仕立ての作品である。毛皮のマリー役は、谷山知宏、秋葉陽司のダブルキャスト。
2019年3月14日から21日まで、青蛾館創立35周年記念公演として東京芸術劇場シアターウエストで上演。毛皮のマリー役はのぐち和美、美少年役は安川純平と砂原健佑、美少女紋白役は日出郎と中村中、下男役は加納幸和と土屋良太のダブルキャスト。演出は寺山偏陸。寺山偏陸は寺山修司の母はつの希望により養子縁組をしていることから、寺山修司の義弟となっている人物。

#### 翻案による上演
人形劇俳優である平常(たいらじょう)が2003年に人形劇版の『毛皮のマリー』を制作し、日本人形劇大賞銀賞を受賞している。手作りの人形を用いて、台詞や人形の操作などすべてをひとりでこなすスタイルの作品である。
13体をひとりで遣い、「15歳未満お断り」を掲げる。静岡芸術劇場や新国立劇場などでたびたび再演されている。2003年当時の公演では、観客が3人という回もあったが、観客が観客を呼び、楽日近くには立ち見が出るまでになったという。
- 2006年5月31日　プーク人形劇場[67]
- 2007年8月10日　文化フォーラム春日井・視聴覚ホール（愛知県春日井市）[68]
- 2008年6月18日、19日　メイシアター（大阪府吹田市）[64]
- 2008年9月20日 パルテノン多摩小ホール（東京都多摩市）[69]
- 2010年1月15日　アルカスSASEBO（長崎県佐世保市）[70]
- 2010年1月23日　ふくふくホール（福岡市）[70]
- 2010年4月20日から25日まで　シアターグリーン（東京・池袋）[63]
- 2013年8月17日　人形劇俳優たいらじょうの世界　三重県多気町民文化会館[71]
- 2017年10月2日　新国立劇場小劇場[72]

## 受容・評価
初演時から人気のある作品であった。アートシアター新宿文化で大ヒットとなったため、「伝説の舞台」などと言われることもある。三島由紀夫は本作に感銘を受け、美輪明宏に『黒蜥蜴』の主演を強く依頼したという。一方で、新宿のゲイバーのママたちが大挙して出演し、スキャンダラスな物語を演じる様子は顰蹙も買ったと言われている。
寺山修司の芝居としては最も上演回数が多いと言われている。マリーが養子である欣也に執着する様子を描いたこの物語は、母性にもとづく「日本社会の血縁体的な風土」を描いた作品として評価が高く、寺山修司の「母恋いの初期代表作」などと呼ばれることもある。寺山と美輪の美学が前面に出た「キッチュで濃厚」な味わいが特徴と言われる。一方で美輪明宏のスタイルの影響力があまりにも強くなったため、その「規範化」を批判的にとらえて新しい演出を求める動きもある。
毛皮のマリーズのメンバーである志磨遼平は『毛皮のマリー』が気に入っており、バンド名をここからとった。

## 戯曲の刊行情報
『映画評論』1967年10月号に初演台本が掲載されたが、これはその後に出たバージョンとは異なっている。その後、『寺山修司の戯曲 第1』が1969年に思潮社より刊行された。その後の主な版としては以下のようなものがある。
- 『毛皮のマリー : 戯曲他4篇』角川書店(1976)
- 『寺山修司の戯曲 1』思潮社(1983)
- 『寺山修司戯曲集 1 (初期一幕物篇)』劇書房(1995)
- 『寺山修司著作集第3巻 (戯曲)』クインテッセンス出版(2009)
- 『毛皮のマリー 血は立ったまま眠っている : 戯曲 改版』角川書店(2009)